# Trichaeta fulvescens
Trichaeta fulvescens là một loài bướm đêm thuộc phân họ Arctiinae, họ Erebidae.